# Pleurato I
Pleurato I (Πλευράτος, Pleurátos) (siglo IV a. C., reinó entre 356 a. C. y 335 a. C. aprox.) – fue un rey de Iliria del estado de los taulantios, enemigo de Filipo II de Macedonia, padre de Glaucias. Se hizo conocido por una feroz batalla ante Filipo en territorio cercano a Lincestis en el 344 a. C..
En el 344 a. C. Filipo II había heredado de su familia una disputa constante contra los ilirios, y no hubo forma de arreglar la situación, que llevó a la guerra. Por esa razón, invadió el territorio de los taulantios, capturando varias ciudades y pueblos y regresó a Macedonia con un tesoro considerable. Luego de la campaña contra los grabeos, Pleurato, en un esfuerzo fútil, trató de coartar los avances del rey macedonio en Iliria y tuvo éxito en herir a un centenar y medio de sus tropas de caballería de élite y a Hipóstrato, hijo de Amintas. Incluso Filipo resultó herido en la persecución de los supervivientes. Filipo se contentó con la posesión de la provincia oriental de Dasarecia. Los avances de Filipo en el estado de los taulantios cesaron luego de la paz con Pleurato.
Luego del conflicto, el estado quedó limitado a unos pocos territorios alrededor del mar Adriático. Sin embargo, el rey continuó con políticas agresivas hacia los macedonios, hasta que en 335 a. C. Glaucias y Clito se rebelaron contra Alejandro Magno.

## En la cultura popular
En la novela histórica El Macedonio, de Nicholas Guild, Pleurato aparece como el heredero de Bardilis I, rey de los dardanios, y padre de Audata, segunda mujer de Filipo.